# Liste des évêques de Grenoble
La liste des évêques de Grenoble, puis de Grenoble-Vienne, recense le nom des évêques qui se sont succédé sur le diocèse de Grenoble, devenu diocèse de Grenoble-Vienne-les-Allobroges (depuis 2006), dans la région du Dauphiné, et correspondant au département de l'Isère, en France. 

## Les sources
Les trois Cartulaires de l'église-cathédrale de Grenoble, dits Cartulaires de saint Hugues contiennent un catalogue d'évêques, les deux premiers (A/B) listent ceux de saint Domnin (IVe siècle) à saint Hugues (début XIIe siècle),. L'archiviste paléographe, Jules Marion, publie, en 1871, un travail relatif aux trois cartulaires, dont les deux premiers auraient été rédigés, selon lui, par Hugues de Châteauneuf, dit Saint Hugues, évêque de Grenoble entre 1080 et 1132. Le troisième (C) serait l'œuvre de ses successeurs. L'historien Louis Duchesne (1894) nous dit que « Que ce document mérite confiance, c'est ce qui résulte de sa concordance avec ce que l'on sait par ailleurs de l'histoire des évêques de Grenoble. Une seule inexactitude est à signaler, l'omission d'un second Syagrius entre Hesychius et Clarus. Cette faute est sans doute en rapport avec le fait qu'Hesychius eut un Syagrius pour prédécesseur et un autre Syagrius pour successeur. »
Le cardinal Étienne Le Camus, évêque de Grenoble (1671-1707), est l'auteur d'un Catalogue des évêques de Grenoble publié et annoté par l'abbé et érudit Ulysse Chevalier (1868). Chevalier reporte des modifications et corrections à partir des divers catalogues dont celui des trois Cartulaires, L’Estat politique de la province de Dauphiné (1671-72) de Nicolas Chorier, le Dictionnaire historique, chronologique, géographique, généalogique, héraldique, juridique, politique et botanographique du Dauphiné Guy Allard (1635-1716), la Gallia Christiana ou encore les travaux de Jules Marion. Chevalier est aussi l'auteur du Regeste dauphinois (1912-1926) qui ressence la plupart des actes et documents concernant la région.
Edmond Maignien (1847-1916), conservateur de la Bibliothèque publique de Grenoble, est l'auteur de Notes historiques sur l'évêché de Grenoble (1870), en deux volumes, présentant les évêques de la période 1151 à 1238. Ces travaux peuvent être complétés par le Répertoire des sources historiques du moyen âge (1877) de Chevalier ou encore l'Histoire de Grenoble (1888) de l'historien Auguste Prudhomme.
Les travaux de Louis Duchesne, spécialiste de l'ancienne Gaule (1894), permettent une approche spécifique sur l'histoire des évêques entre la période antique et le haut Moyen Âge.
Enfin, l'historien Bernard Bligny publie une version contemporaine de la liste des évêques, dans le volume consacré au diocèse de Grenoble dans la collection Histoire des diocèses de France, paru en 1979.

## Variations du catalogue
Le catalogue connaît des variations selon les sources.
Duschene (1894) indiquait que les évêques entre le milieu du VIIe siècle et le milieu du IXe siècle, ne sont que mentionnés par le catalogue, sans autres mentions dans les sources. Bligny (1979) les indiquent, mais ils sont suivis du symbole (?).
Entre 1220 et 1350, la liste des évêques connait des variations de présentation tant au niveau de l'ordre que dans l'existence des épiscopats. Les Cartulaires, et à sa suite, le Gallia Christiana, donnent pour successeurs de Jean Ier, Guillaume Ier et Pierre Ier. Cet ordre est inversé chez Chevalier (1868). Bligny met un (?) concernant l'épiscopat de Guillaume Ier. Pierre Ier est dit Pierre de Seyssins (de Sazino), notamment chez Chevalier (1877) ou encore Prudhomme (1888).
À leur suite, les Cartulaires et le Gallia Christiana indiquent Petrus II de Equa, suivi de Soffredus (1223-1236), Petrus III (ca. 1237-1249) et Falco (ca.1250-1266). Le Calalogue de Chevalier (1868) mentionne pour sa part, après Soffredus, Petrus II de Aqua, puis Petrus III, prieur chartreux du Reposoir. Maignien (1870), dans ses Notes historiques sur l'évêché de Grenoble de 1237 à 1338, indique qu'à la suite de Soffroy, nous trouvons Pierre II Equa, Pierre III, Pierre Falques, Guillaume II, Guillaume III de Royn, Guillaume IV de Royn. Enfin, Chevalier, dans son Répertoire des sources historiques du moyen âge (1877), précise les Pierre qui se succèdent : le premier correspond à Pierre de Sessin ; le second à Pierre Equa ; le troisième au Chartreux et enfin le quatrième à Falcon. Cette succession est celle retenue par Prudhomme (1888).
Enfin, les Cartulaires et le Gallia Christiana mentionnent Guillelmus III de Roino (ca. 1301-1337) comme prédécesseur de Jean II en 1337. Cependant Maignien (1870) précisait qu'à la suite Guillaume II, on trouve Guillaume III de Royn, puis Guillaume IV de Royn. De la même manière, le répertoire de Chevalier (1877) indique que Guillaume III de Royn (1281-1302) est suivi Guillaume IV de Royn, doyen, puis évêque en 1302. Ses deux personnages se retrouvent chez Prudhomme (1888) ; Boisset (1973) ou encore Paravy (1993). L'abbé Louis Boisset (1973) mentionne en note de bas de page : « [Maignien] corrige les travaux antérieurs, tel Haureau, Gallia Chritiana ; on confondait trois évêques se succédant et se nommant Guillaume […] »
Le catalogue de Bligny se limite à donner à la suite de Pierre Ier, Soffroy, Pierre II, Falcon, Guillaume II, Guillaume III et Jean II.

## Les évêques de Grenoble

### Premiers évêques
- 381 — … (v. 384 ?) : Saint Domnin (Domninus, Dominique), présent au concile d'Aquilée (381)[17] ;
- fin IVe siècle (v. 390 ?) : Diogène·s (Diogenius) ;
- début Ve siècle (v. 400 ?) : Amicus, que l'ancien Gallia Christiana nommait Enoch ;
- v. 420 : Sébastien (Sébastianus) ;
- avt. 439 : Vitalien (Vitalianus) ;
- ~441 — 450 : Saint Cérat (Ceretius/Ceratus), présent aux conciles d'Orange (441) et Vaison (442). Fête marquée au 6 juin[17] ;
- 463 (?) — 478 : Viventius (Vicentius) ;
- ~515 — v. 530 : Victor (Victurius, Victorius), présent aux conciles d'Épaone (517) et de Lyon (517/518 et 523) ;
- …538… : Ursulus (Ursolus) ;
- ~552 — v. 570 : Siacre Ier (Siagrius/Syagrius), présent aux conciles d'Paris (552/553) et représenté au concile de Lyon (566/567 ou 570) ;
- ~573 — 601/08 : Isice Ier (Hisicius, Isicius, Isitius, Esicius), présent aux conciles de Paris (573), de Mâcon (581), de Valence (584), et de Mâcon (585) ;
- ~614 — 626~ : Siacre II (Siagrius/Syagrius), oublié des Cartulaires et Chevalier, présent au concile de Paris (614)[6] ;
- …650… : Clair (Clarus), présent au Concile de Chalon (650) ;
- v. 653 — v. 664 : saint Ferjus / Ferréol (Ferreolus, Fergeolus), faiblement documenté[17] ;

« Les 13 suivants ne sont connus que par le catalogue » :
- 664 — … : Boson (Boso) ;
- v. 690 (?) : Isice II (Hisicius, Isicius, Isitius, Esicius) ;
- v. 699 : Austrebert (Austrobertus) ;
- …707… : Ramnou (Ramnoldus) ;
- …726… : Ragnomar (Ragnomarus) ;
- …742 (?) : Austoric (Austoricus) ;
- 743 — … : Corbus (?) ;
- v. 760 (?) : Léopert (Leopertus) ;
- v. 800 (?) : Ardentius/Ardincus, mais non mentionné dans Bligny (1979) ;
- v. 804 : Adalhard (Adolardus, Odolardus, Odoardus) (?) ;
- 825 : Radou (Radoldus) (?) ;
- 829 (?) : Supert (Siupertus, Supertus, Rupertus) (?) ;
- (?) : Evrard (Ebroardus, Ebroaldus, Ebroldus) (?) ;
- v. 840 : Adalulf (Adalulfus, Adalulphus) (?) ;

Reprise de la liste des évêques attestés :
- 855 — après 860 : Ebbon (ou Hébon) (Ebbo, Ebo), présent à l' assemblée de Sermorens (v. 850) et au concile de Valence (855) ;
- 869 — v. 882 : Bernaire / Bernier (Bernerius) ; René Poupardin précise que Bernier est un protégé de Lothaire II, nommé en 869 au siège épiscopal de Grenoble par l'empereur Louis II[18] ;
- ~888 — 922 : Isaac/Ysaac ;
- ~944 — 949 : Alquier (Alcherius) ;
- v. 949 — v. 990 : Isarn (Isarnus) ;
- v. 990 — † v. 1025 : Humbert Ier (Umbertus), Guigonides ;
- v. 1025 — † 1035/1036 : Mallen (Mallenus, Mallein), Guigonides ;
- v. 1036 — † 1058 : Artaud (Artaldus, Altardus) ;
- 1058 (?) — … : Humbert II, Guigonides, oublié des Cartulaires et Chevalier ;
- avt. 1070 — 1076 : Pons (Pontius), cognomento Claudus. Un second est mentionné à sa suite dans les Cartulaires et Chevalier (cognomento Paganus) ;
- 1080 — 1132 : Hugues Ier (Hugo), dit de Châteauneuf, saint[17],[ch 1], résigne ;
- 1132 — 1148 : Hugues II (Hugo II), chartreux, résigne ;
- 1148 — 1150 : Noël (Natalis), chartreux, élection annulée ;
- 1150 — 1151 : Othmar/Odemar de Sassenage (Othomarus… Cassenaticorum), chartreux, résigne.

### Évêques et princes de Grenoble
Geoffroy est fait « prince de Grenoble » par l'Empereur, en 1161,. Le titre est conservé jusqu'à la Révolution française.
- 1151 — ap. 1163 : Geoffroy (Gaufredus), chartreux ;
  - 1155/57 ? : Étienne Ier (Stephanus Ier), absent des Cartulaires, mais mentionné par l'auteur Spon qui donne un acte de 1155 avec juste comme initiale J (confusion avec le G du suivant ?)[rd 2] ;
- 1164 — † 1220 : Jean Ier de Sassenage (Joannes Primus, Cassenaticus), chartreux ;
- 1220 : Guillaume Ier,  (Guillelmus Ier), chartreux, inversé avec le suivant chez Chevalier ;
- 1221 — † 1223 : Pierre Ier (de Sessins ?) (Petrus Ier de Sessino), inversé avec le précédent chez Chevalier ;
- 1223 — † v. 1237 : Soffroy/Soffrey (Soffredus)[ch 2]. Le site catholic-hierarchy.org donne sa mort en 1230 ;
- 1238 — † 1249 : Pierre II (selon Bligny/catholic-hierarchy.org[ch 3]). Selon les catalogues, il y aurait deux évêques :
  - 1238 — † 1246/48 : Pierre II dit Equa/Aqua ;
  - 1248 — 1250 : Pierre III, chartreux, ancien prieur (1203-1212, 1225) ;
- v. 1250 — † 1266/67 : Falcon[ch 4] (Falco), chartreux ;
- 1266 — † 1281/1288 (Chevalier) / 1299 (ch.org) / 1302/3 (Bligny) : Guillaume II de Sassenage[ch 5] (Guillelmus II Cassenatico) ;
- 1281 — 1302 : Guillaume III de Royn (Guillelmus III de Roïno)[16] ;
- 1302 — 1337 : Guillaume IV de Royn[ch 6] (Guillelmus IV de Roïno)[16] ;
- 1337 — 1350 : Jean II de Chissé (Joannes II de Chissiaco).

1349, le Dauphiné est uni au royaume de France
- 1350 — 1380 : Rodolphe de Chissé, transf. P/Tarentaise (1380) ;
- 1380 — 1388 : François Ier de Conzié, transf. P/Arles (1388) ;
- 1388 — 1427 : Aymon Ier de Chissé (O.s.B), transf. P/Nice (1427) ;
- 1427 — 1450 : Aymon II de Chissé ;
- 1450 — 1477 : Siboud Alleman de Séchilienne ;
- 1477 — 1477 : Laurent Ier Alleman de Laval ;
- 1477 — 1482 : Jost von Silenen, transf. P/Sion (dès 1482) ;
- 1484 — 1518 : Laurent Ier Alleman de Laval, résigne en 1518 ;
- 1518 — 1561 : Laurent II Alleman de Laval ;
- 1562 — 1575 : François de Saint-Marcel d'Avançon (O.S.B) ;
- 1575 — 1606 : François Fléhard (ou du Pléard) ;
- 1607 — 1619 : Jean de La Croix de Chevrières ;
- 1619 — 1620 : Alphonse de La Croix de Chevrières, fils du précédent, démissionne en 1620 ;
- 1620 — 1668 : Pierre Scarron ;
- 1671 — 1707 : Étienne Le Camus ;
- 1708 — 1719 : Ennemond Allemand de Montmartin ;
- 1721 — 1725 : Paul de Chaulnes, transf. de Sarlat (1721) ;
- 1726 — 1771 : Jean de Caulet ;
- 1771 — 1779 : Jean de Cairol de Madaillan, transf. de Vence (1771) ;
- 1779 — 1788 : Hippolyte Haye de Bonteville, transf. de Saint-Flour (1779) ;

### Période révolutionnaire
- 1789 — 1802 : Henri-Charles du Lau d'Allemans, dernier évêque de Grenoble de l'Ancien régime.

1790, suppression du diocèse
- 1791 — 1792 : Joseph Pouchot, évêque constitutionnel ;
- 1792 — 1802 : Henri Reymond, évêque constitutionnel, transf. P/Dijon (1802) ;

1801, recréation du diocèse
- 1802 — 1825 : Claude Simon ;

### Période contemporaine
- 1826 — 1852 : Philibert de Bruillard, résigne en 1852, mort en 1860 ;
- 1853 — 1870 : Jacques-Marie-Achille Ginoulhiac, transf. P/Lyon (1870) ;
- 1870 — 1875 : Pierre Antoine Justin Paulinier, transf. P/Besançon (1875) ;
- 1875 — 1899 : Amand-Joseph Fava ;
- 1899 — 1911 : Paul-Émile Henry ;
- 1911 — 1916 : Louis-Joseph Maurin, transf. P/Lyon (1916) ;
- 1917 — 1957 : Alexandre Caillot ;
- 1957 — 1969 : André-Jacques Fougerat, transf. P/évêché titulaire d'Alba (de) (1969), mort en 1983 ;
- 1969 — 1989 : Gabriel Matagrin, mort en 2004 ;
- 1989 — 2006 : Louis Dufaux, mort en 2011 ;

## Évêques de Grenoble-Vienne
- 2006 — 2021 : Guy de Kerimel, transf. à l'archidiocèse de Toulouse (2021)
- depuis 2022 : Jean-Marc Eychenne

### Regeste dauphinois(1912-1926)
1. ↑  Regeste dauphinois, p. 691, Acte no 4128 (lire en ligne).
2. ↑  Regeste dauphinois, p. 668, Acte no 3995 (lire en ligne).

### Catholic-hierarchy.org
1. ↑  catholic-hierarchy.org, p. Bishop St. Hugues †.
2. ↑  catholic-hierarchy.org, p. Bishop Soffroy †.
3. ↑  catholic-hierarchy.org, p. Bishop Pierre †.
4. ↑  catholic-hierarchy.org, p. Bishop Falcon †.
5. ↑  catholic-hierarchy.org, p. Bishop Guillaume de Sassenage †.
6. ↑  catholic-hierarchy.org, p. Bishop Guillaume de Royn †.

### Autres références
1. 1 2 3  Jules Marion, « Cartulaires de l'église-cathédrale de Grenoble, dits Cartulaires de saint Hugues », Bibliothèque de l'École des chartes, vol. 32, no 1,‎ 1871, Introduction ; 61-62 (lire en ligne, consulté en avril 2021).
2. ↑  Jules Marion, « CCFr | Base Patrimoine : Cartulaires de l'église cathédrale de Grenoble[Texte imprimé]: dits Cartulaires de Saint-Hugues », sur ccfr.bnf.fr (consulté le 12 décembre 2017).
3. ↑  Duchesne, 1894, p. 224-225 (présentation en ligne).
4. ↑  Guy Allard, Dictionnaire historique, chronologique, géographique, héraldique, juridique, politique et botanographique du Dauphiné : Manuscrit original de 1684 publié par H. Gariel, t. 1 : A à J, Grenoble, 1864 (réimpr. Skatline Reprints, Genève, 1970), XI+706 col. (lire en ligne), p. 589.
5. ↑  Le Camus, Chevalier, 1868, p. 4 (lire en ligne).
6. 1 2  Duchesne, 1894, p. 225-228.
7. 1 2 3  Bligny, 1979, p. 329-330 ().
8. 1 2 3  Duchesne, 1894, p. 226, « les 13 suivants ne sont connus que par le catalogue » (présentation en ligne).
9. 1 2  Ulysse Chevalier, Répertoire des sources historiques du moyen âge — t.I Bio-Bibliographie, Montbéliard, Bureaux de la Société Bibliographique, 1877, 2369 p. (lire en ligne), p. 1825.
10. ↑  Prudhomme, 1888, p. 107, note de bas de page n°2.
11. ↑  Prudhomme, 1888, p. 118-119.
12. ↑  Ulysse Chevalier, Répertoire des sources historiques du moyen âge — t.I Bio-Bibliographie, Montbéliard, Bureaux de la Société Bibliographique, 1877, 974 p. (lire en ligne), p. 974.
13. ↑  Prudhomme, 1888, p. 127 et suivantes.
14. ↑  Louis Boisset, Un concile provincial au treizième siècle : Vienne 1289 : église locale et société, vol. 21 de Théologie historique, Éditions Beauchesne, 1973, 359 p. (ISBN 978-2-7010-0055-8, lire en ligne), p. 123,.
15. ↑  Pierrette Paravy, De la chrétienté romaine à la Réforme en Dauphiné : Évêques, fidèles et déviants (vers 1340-vers 1530), Rome, Publications de l'École française de Rome, 1993, 1584 p. (ISBN 2-7283-0296-0, lire en ligne).
16. 1 2 3  Louis Boisset, Un concile provincial au treizième siècle : Vienne 1289 : église locale et société, vol. 21 de Théologie historique, Éditions Beauchesne, 1973, 359 p. (ISBN 978-2-7010-0055-8, lire en ligne), p. 123.
17. 1 2 3 4  « Histoire — Section « Les grandes figures du diocèse de Grenoble et Vienne » », sur le site du Diocèse de Grenoble-Vienne - www.diocese-grenoble-vienne.fr (consulté en avril 2020).
18. ↑   René Poupardin, Le royaume de Provence sous les Carolingiens (855-933), p. 35.
19. ↑  Bligny, 1979, p. 50 ().